# ZX-12R Ninja
ZX-12R Ninja — спортивный мотоцикл производства компании Kawasaki. Отличается жёсткой работой КПП и подвесками с широким диапазоном настроек.

## Технические характеристики
- Двигатель 1199 см3, 4-тактный, 4-цилиндровый, рядный, DOHC, 4 клапана, жидкостное охлаждение
- Мощность: 178 л.с. при 10500 об/мин
- Мощность с инерционным наддувом: 190 л.с. при 10500 об/мин.
- Максимальный крутящий момент 134 Нм при 7500 об/мин
- Разгон 0-100 км/ч 2,6 сек
- Максимальная скорость 300 км/ч с ограничителем и ~ 340 км/ч на версиях без ограничителя
- Длина 2070 мм
- База 1440 мм
- Сухая масса 215 кг
- Снаряженная масса 247 кг[1]
- Передняя шина 120/70-ZR17
- Задняя шина 200/50-ZR17

### Основная Информация
Модель: Kawasaki Ninja ZX-12 R

Год выпуска: 2000-2006

Тип мотоцикла: спортбайк

### Двигатель и трансмиссия
Тип двигателя: рядный 4-х цилиндровый

Тактов: 4

Топливная система: Injection. Fuel injection with 46-mm throttle bodies and sub throttles

Газораспределение: DOHC

Зажигание: Digital

Рабочий объём: 1,20

Степень сжатия: 12,2:1

Диаметр цилиндра × ход поршня: 83,0 × 55,4

Охлаждение: жидкостное

Коробка передач: 6 передач

Стартер: электрический

Привод: цепь